# Joseph Yorke (10e comte de Hardwicke)
Joseph Philip Sebastian Yorke, 10e comte de Hardwicke (né le 3 février 1971) est un pair britannique.

## Jeunesse
Yorke hérite du titre à l'âge de trois ans, à la mort de son grand-père, Philip Yorke, 9e comte de Hardwicke, le 31 décembre 1974 ; son père, Philip Yorke, vicomte Royston, est décédé le 1er janvier 1973. Il prend son siège dans les Lords à l'âge de 22 ans, faisant de lui le plus jeune membre alors siégeant et il est membre de 1993 à 1999, puisqu'il n'a pas été élu en tant que pair représentatif en vertu de la House of Lords Act 1999.

## Cas de drogue
En 1999, Lord Hardwicke est condamné à deux ans de prison avec sursis pour avoir fourni de la cocaïne à la suite d'une opération d'infiltration menée par le journal News of the World à la Chambre des lords. Les journalistes s'étaient fait passer pour des cheikhs arabes, le jury notant la "provocation extrême" utilisée dans l'incident. Hardwicke est suspendu par le Parti conservateur à la suite des révélations .

## Vie privée
Lord Hardwicke épouse, en 2008, Siobhan Loftus (né en 1961). Ils ont un enfant, Philip Alexander Joseph Yorke, vicomte Royston, qui est l'héritier présomptif du titre .
Le cousin de Hardwicke, Louis Waymouth, scénariste de la série télévisée Armstrong and Miller, est marié à Eloise Anson, fille du 5e comte de Lichfield .